# 大町テラス
大町テラス（おおまちテラス、1983年 - ）は、日本の漫画家。

## 経歴
多摩美術大学グラフィックデザイン学科卒業。デザイナーとして会社勤務の傍ら、2016年より漫画を描き始める。
イースト・プレスのwebメディア「Matogrosso」でサウナを題材にした連載『お熱いのがお好き？』でデビュー。

## 著作
単行本
- 『お熱いのがお好き？』イースト・プレス、全1巻
  - 1巻、2019年7月10日発売、ISBN 978-4-7816-1797-8

- 『まにまに道草』講談社〈ワイドKC〉、全1巻
  - 1巻、2020年10月13日発売、ISBN 978-4-06-521110-6

- 『ハラがへっては育児はできぬ』秋田書店、全2巻
  - 1巻、2023年1月16日発売、ISBN 978-4-253-10729-7
  - 2巻、2023年10月16日発売、ISBN 978-4-253-10731-0

- 『子どもが欲しいかわかりません』KADOKAWA、全1巻
  - 1巻、2024年4月19日発売、ISBN 978-4-04-683158-3

自主出版
- 『わたしをサウナに連れてって』（サウナイキタイマガジンでの連載を書籍化）
- 『理論上は、うお座が信じる本。』2020年（意志強ナツ子との共著）
- 『妊娠よろよろ日記』2023年
- 『もぐらホリデー』2023年（古山フウ、サイトウマド、高杉千明、町田メロメ、コルシカ、坂本奈緒、ながしまひろみ、水元さきの、メグマイルランド、石山さやかとの共著）

単行本未収録
- 「よるべなさをやり過ごして」2020年（ダ・ヴィンチ 5月号）
- 「ご自愛ください」2022年（チャンピオンRED）
- 「漫画家・大町テラスが伝授。冷えに効くサウナの入り方」2022年（Helico）

寄稿
- 『MANGA Day to Day（下）』講談社、2021年3月25日発売、ISBN 978-4-06-521842-6